# Helmut Biedermann
Helmut Biedermann (* 18. August 1913 in Halle (Saale); † 27. Mai 1984 in Rostock) war ein deutscher Funktionär und Politiker der DDR-Blockpartei LDPD. 

## Leben
Biedermann war der Sohn eines Klempners, besuchte die Volksschule und nahm dann eine Lehre zum Klempner und Installateur auf. 1932 wurde er Verwaltungsangestellter. Nach Ausbruch des Zweiten Weltkrieges wurde er zur deutschen Wehrmacht eingezogen und geriet gegen Kriegsende in Gefangenschaft. Nach 1945 war er zunächst als Landarbeiter tätig und wurde 1947 zum Bürgermeister in Beerendorf gewählt. Außerdem wurde er stellvertretender Landrat im Landkreis Delitzsch und 1952 zum Kreisrat für Handel und Versorgung beim Rat des Kreises Delitzsch ernannt. 1956 erfolgte seine Wahl zum stellvertretenden Oberbürgermeister der Stadt Halle (Saale).

## Politik
Er trat 1946 der in der Sowjetischen Besatzungszone neugegründeten LDPD bei und wurde zum Vorsitzender des LDPD-Kreisverbandes Delitzsch und in den Bezirksvorstand Leipzig gewählt. Ferner gehörte er dem Kreisausschuss der Nationalen Front an.
In der Wahlperiode von 1954 bis 1958 war er Mitglied der LDPD-Fraktion in der Volkskammer der DDR.